# Termas Liquiñe
Las termas Liquiñe se encuentran en la República de Chile en la localidad de Liquiñe, en el valle homónimo, perteneciente a la Región de los Ríos. 

## Ubicación
Las localidades más próximas son Lican Ray a 55 km de distancia y Panguipulli a 70 km de esta terma.

## Características
Las aguas son hipertermales, oligometálicas, silicadas, cálcicas, con contenido de litio, potasio, sodio, hierro y azufre y fluyen a una temperatura de 80° celsius, son recomendables para enfermedades reumáticas, piel, afecciones a los bronquios y otras afecciones de la salud. Se pueden tomar los baños en tina de agua termal o en una poza natural, rodeado de naturaleza, además se pueden tomar baños de vapor. El lugar ofrece otras atracciones turísticas como la pesca, cabalgatas, caminatas de observación y para tomar fotografías del paisaje, de la flora y de la fauna del lugar.